# Edward Parr Wiltshire
Edward Parr Wiltshire, född den 18 februari 1910 i Gorleston-on-Sea, död 2004, var en brittisk diplomat som på sin fritid byggde upp ett internationellt rykte inom entomologi.
Auktorsnamnet Wiltshire kan användas för Edward Parr Wiltshire i samband med ett vetenskapligt namn inom zoologin; se Wikipedia-artiklar som länkar till auktorsnamnet.